# استان مرکزی (به مرکزیت تهران)
با استان مرکزی اشتباه نشود
استان مرکزی یکی از استان‌های سابق ایران به مرکزیت تهران بود که تا ۸ اسفند ۱۳۵۶ موجودیت داشت و در این سال به استان تهران (که بعداً به استان تهران کنونی، البرز و قم تفکیک شد) به مرکزیت تهران و استان مرکزی به مرکزیت اراک تقسیم شد. شهرستان گرمسار و شهرستان کاشان که به ترتیب درحال حاضر زیرمجموعه استان سمنان و اصفهان هستند، هم ضمیمه این استان بودند.

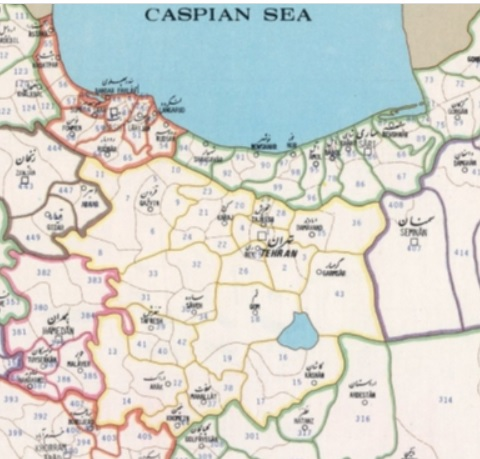
استان مرکزی سابق به مرکزیت تهران که در سال ۱۳۵۶ تجزیه شد. وجه تسمیه استان مرکزی کنونی از آن استان است.

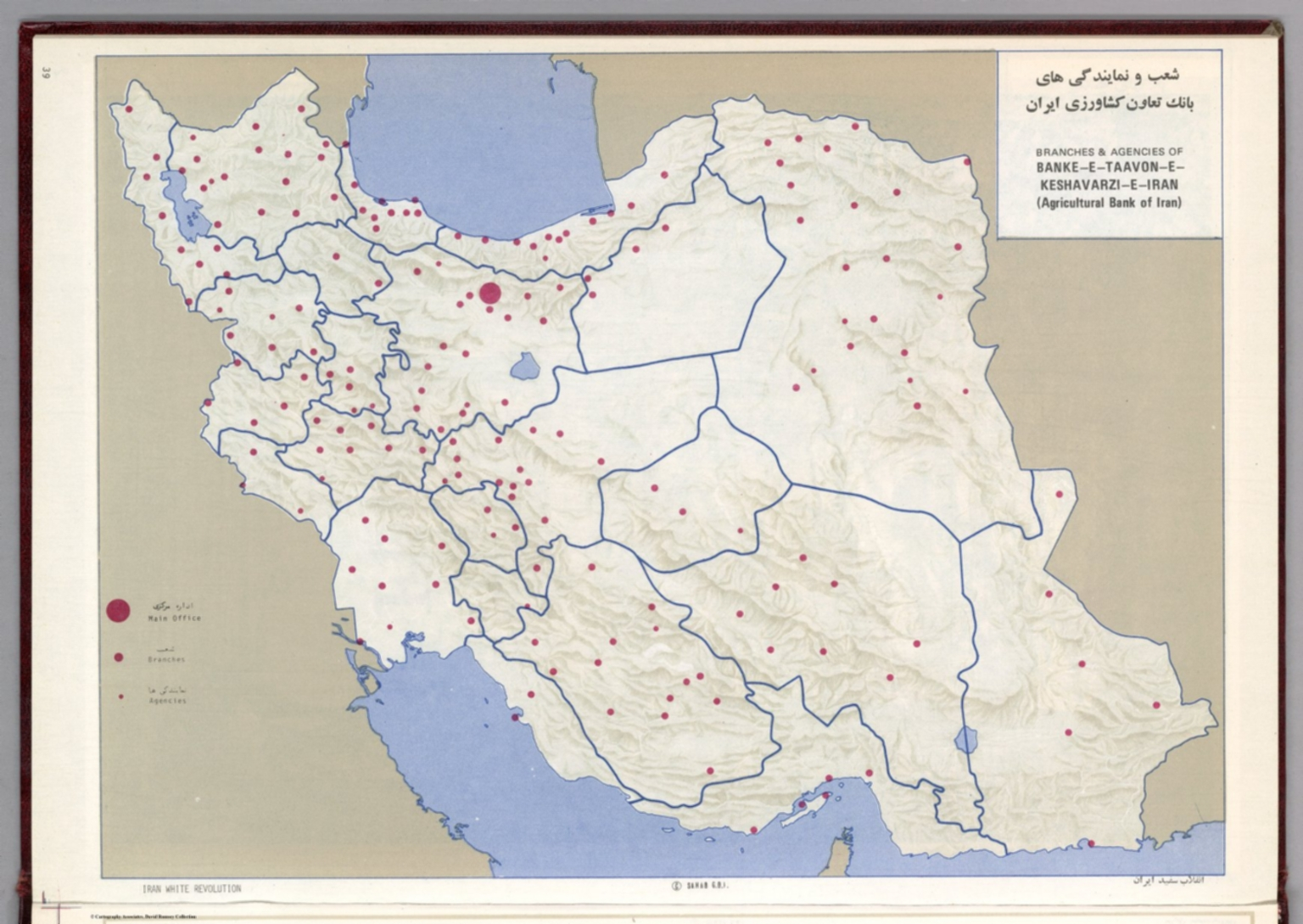
استان مرکزی به مرکزیت تهران در نقشه سال ۱۳۵۱ خورشیدی ایران

نام «استان مرکزی» برای اولین بار در سال ۱۳۲۶ خورشیدی مطرح گردید. در آن سال استان مرکزی (به مرکزیت تهران) بخش بزرگی از مرکز کشور شامل شهرهای تهران، قزوین، ساوه، قم، دماوند و محلات بود. در سال ۱۳۳۹ شهرهای اراک و کاشان نیز به استان مرکزی اضافه شدند تا سرانجام در سال ۱۳۵۶ با تجزیه استان، به دو استان تهران و استان مرکزی (به مرکزیت اراک)، نام مرکزی بر روی استان باقی ماند و همینک هم یک استان کشور ایران است.